# Levende kyllinger
|  | Denne artikel er oprettet af botten Steenthbot ud fra en ekstern database. Den kan derfor have sproglige fejl eller mangler. Denne skabelon kan fjernes efter kontrol af indholdet. |

Levende kyllinger er en dansk dokumentarfilm fra 1953 instrueret af Sten Jørgensen efter eget manuskript.

## Handling
Instruktiv film om moderne hønseopdræt: Udrugning i rugemaskine, den første tid i kyllingemoder og pasning af større kyllinger og hønniker, indtil æglægningstiden indtræffer.